# Pavlovaceae
Pavlovaceae, porodica kromista smještena u vlastiti red, podrazred i razred. Postoje četiri roda s 13 vrsta.

## Rodovi
1. Diacronema Prauser, 1958
2. Exanthemachrysis H.Lepailleur, 1970
3. Pavlova Butcher, 1952
4. Rebecca J.C.Green, 2000